# Brachysiderus paranensis
Brachysiderus paranensis är en skalbaggsart som beskrevs av Gilbert John Arrow 1902. Brachysiderus paranensis ingår i släktet Brachysiderus och familjen Dynastidae. Inga underarter finns listade.